# Communication internationale équitable
 (février 2025).
Motif : aucune source secondaire démontrant la notoriété du sujet depuis la création de l'article
- Archive Wikiwix
- Bing
- Cairn
- DuckDuckGo
- E. Universalis
- Gallica
- Google
- G. Books
- G. News
- G. Scholar
- Persée
- Qwant
- (zh) Baidu
- (ru) Yandex
- (wd) trouver des œuvres sur Wikidata

| 1. | Préciser le motif de la pose du bandeau. | Précisez le motif de la pose du bandeau en utilisant la syntaxe suivante : {{admissibilité à vérifier\|date=mars 2025\|motif=remplacez ce texte par le motif}}                                              |
| 2. | Informer les utilisateurs concernés.     | Pensez à avertir le créateur de l'article, par exemple, en insérant le code ci-dessous sur sa page de discussion : {{subst:avertissement admissibilité à vérifier\|Communication internationale équitable}} |

 (décembre 2008).
Si vous disposez d'ouvrages ou d'articles de référence ou si vous connaissez des sites web de qualité traitant du thème abordé ici, merci de compléter l'article en donnant les références utiles à sa vérifiabilité et en les liant à la section « Notes et références ».
La communication internationale équitable consiste à surmonter les barrières linguistiques par des modes de communication neutres qui ne favorisent pas certains locuteurs au détriment des autres. On cherchera dans ce but à éviter l'usage exclusif d'une langue vivante hégémonique. 
Plusieurs stratégies sont proposées pour arriver à cette fin.

## L'usage d'une langue morte
Le latin a déjà fait office de langue véhiculaire parmi les élites européennes longtemps après son extinction comme langue vivante. Sa difficulté d'apprentissage ainsi que la pression des grandes langues hégémoniques, l'ont empêché de remplir ce rôle à plus grande échelle et de manière durable.

## L'usage d'une langue construite
Des langues ont été expressément conçues pour la communication internationale. L'espéranto est la plus connue et la plus répandue de ces langues. Les langues construites sont généralement très faciles d'apprentissage mais ne sont supportées par aucun État, ceux-ci préférant faire la promotion de leurs langues nationales.

## L'intercompréhension multilingue
Une solution de plus en plus envisagée au niveau continental consiste à promouvoir l'apprentissage partiel de plusieurs langues apparentées ou voisines. Chaque citoyen des Amériques, par exemple, pourrait apprendre à reconnaître l'espagnol, le portugais, l'anglais et le français. Dans une conversation chacun parlerait sa langue et comprendrait celle de l'autre. La reconnaissance passive d'une langue requiert beaucoup moins d'effort et de temps qu'apprendre à la parler.

## Cas de l'Europe
Dans un cadre plus restreint (celui de l’Europe) l'auteur du Rapport Grin examine différentes possibilités de communication et conclut que la meilleure stratégie parmi celles étudiées sur le long terme pour l’enseignement des langues comme politique publique consiste à privilégier l'espéranto. Il n'étudie pas d'autres possibilités de langue construite.